# Serik Sapijev
Serik Zhumangalijevitsj Sapijev (Abai, 16 november 1983) is een bokser uit Kazachstan. Hij werd olympisch kampioen in de weltergewichtklasse op de Olympische Spelen van 2012. Hij deed ook mee in 2008 in de halfweltergewichtklasse maar verloor in de kwartfinale van regerend olympisch kampioen Manus Boonjumnong. Ook won hij goud op het wereldkampioenschap boksen in 2005 en 2007. 

## Erelijst

### Olympische Spelen
- 2012 in Londen, Verenigd Koninkrijk (−69 kg)

### Wereldkampioenschappen
- 2005 in Mianyang, China (–64 kg)
- 2007 in Chicago, Verenigde Staten (–64 kg)
- 2011 in Bakoe, Azerbeidzjan (–69 kg)
- 2009 in Milaan, Italië (–69 kg)

### Aziatische Spelen
- 2010 in Guangzhou, China (–69 kg)
- 2006 in Doha, Qatar (–64 kg)

1904: Albert Young ·
1920: Bert Schneider ·
1924: Jean Delarge ·
1928: Ted Morgan ·
1932: Edward Flynn ·
1936: Sten Suvio ·
1948: Július Torma ·
1952: Zygmunt Chychła ·
1956: Nicolae Linca ·
1960: Nino Benvenuti ·
1964: Marian Kasprzyk ·
1968: Manfred Wolke ·
1972: Emilio Correa ·
1976: Jochen Bachfeld ·
1980: Andrés Aldama ·
1984: Mark Breland ·
1988: Robert Wangila ·
1992: Michael Carruth ·
1996: Oleg Saitov ·
2000: Oleg Saitov ·
2004: Bachtijar Artajev ·
2008: Bachit Sarsekbajev ·
2012: Serik Sapijev ·
2016: Danijar Jeleoessinov ·
2020: Roniel Iglesias ·
2024: Asadkhuja Muydinkhujaev